# Выла (деревня)
Вы́ла (чув. Атмалкасси) — деревня в Аликовском муниципальном округе Чувашской Республики. Входила в состав Большевыльского сельского поселения до его упразднения в 2022 году.

## Общие сведения о деревне
Рядом с селом протекает река Выла.

### География
Деревня расположена западнее административного центра Аликовского района на 23 км. Рядом с деревней проходит автомобильная дорога Чебоксары-Аликово-Раскильдино.

### Климат
Климат умеренно континентальный с продолжительной холодной зимой и тёплым летом. Средняя температура января −12,9 °C, июля 18,3 °C, акбсолютный минимум достигал −44 °C, абсолютный максимум 39 °C. За год в среднем выпадает до 552 мм осадков.

### Демография
Население чувашское — 264 человек (2005 г.).

## История
Деревня впервые была упомянута в 1550 годах в годы правления Ивана IV.
Она является одной из старейших деревень Аликовского района.

## Связь и средства массовой информации
- Связь: ОАО «Волгателеком», Би Лайн, МТС, Мегафон. Развит интернет ADSL технологии.
- Газеты и журналы: Аликовская районная газета «Пурнăç çулĕпе»-«По жизненному пути» Языки публикаций: Чувашский, Русский.

- Телевидение:Население использует эфирное и спутниковое телевидение, за отсутствием кабельного телевидения. Эфирное телевидение позволяет принимать национальный канал на чувашском и русском языках.

## Люди, связанные с Вылой
Грачёв Г. П. (1.1.1957 — 30.10.1998 г.г.) — заслуженный тренер РСФСР(1991). Первый тренер чемпионки Олимпийских игр Егоровой В. М.